# Paul Barolsky
Paul Barolsky (* 13. Juli 1941) ist ein US-amerikanischer Kunsthistoriker.
Barolsky wurde 1969 an der Harvard University promoviert (aus seiner Dissertation entstand sein Catalogue raisonné von Daniele da Volterra) und lehrte danach an der University of Virginia, wo er Commonwealth Professor für Kunstgeschichte war.
Er befasst sich mit der Kunst der Renaissance und veröffentlichte unter anderem über  Michelangelo und in mehreren Werken mit Giorgio Vasari. Nach Barolsky handelt es sich bei den Biographien von Vasari um teils ziemlich freie literarische Erfindungen. Er behandelt auch Vasari als Quelle für Sozialgeschichte, zum Beispiel der Rolle der Familie.
Er war Guggenheim Fellow und Gastwissenschaftler am Getty Research Institute und der American Academy in Rom.

## Schriften
- Infinite Jest: wit and humor in Italian Renaissance art, University of Missouri Press 1978
- Daniele da Volterra : a catalogue raisonné, New York, Garland 1979
- Walter Pater’s Renaissance, Pennsylvania State University Press 1987 (erhielt den Phi Beta Prize)
- Michelangelo’s nose. A myth and its maker, Pennsylvania State University 1990
- Why Mona Lisa smiles and other tales by Vasari, Pennsylvania State University Press 1991.
  - Deutsche Übersetzung: Warum lächelt Mona Lisa. Vasaris Erfindungen, Wagenbach 1995.
- Giotto’s father and the family of Vasari’s Lives, Pennsylvania State University 1992
  - Deutsche Übersetzung: Giottos Vater. Vasaris Familiengeschichten, Wagenbach 1996
- The Faun in the Garden. Michelangelo and the Poetic Origins of Italian Renaissance Art, Pennsylvania State University Press 1994
- Michelangelo and the finger of God, University of Georgia 2003
- A brief history of the artist from God to Picasso, Pennsylvania State University Press 2010